# S-VT可變氣門正時

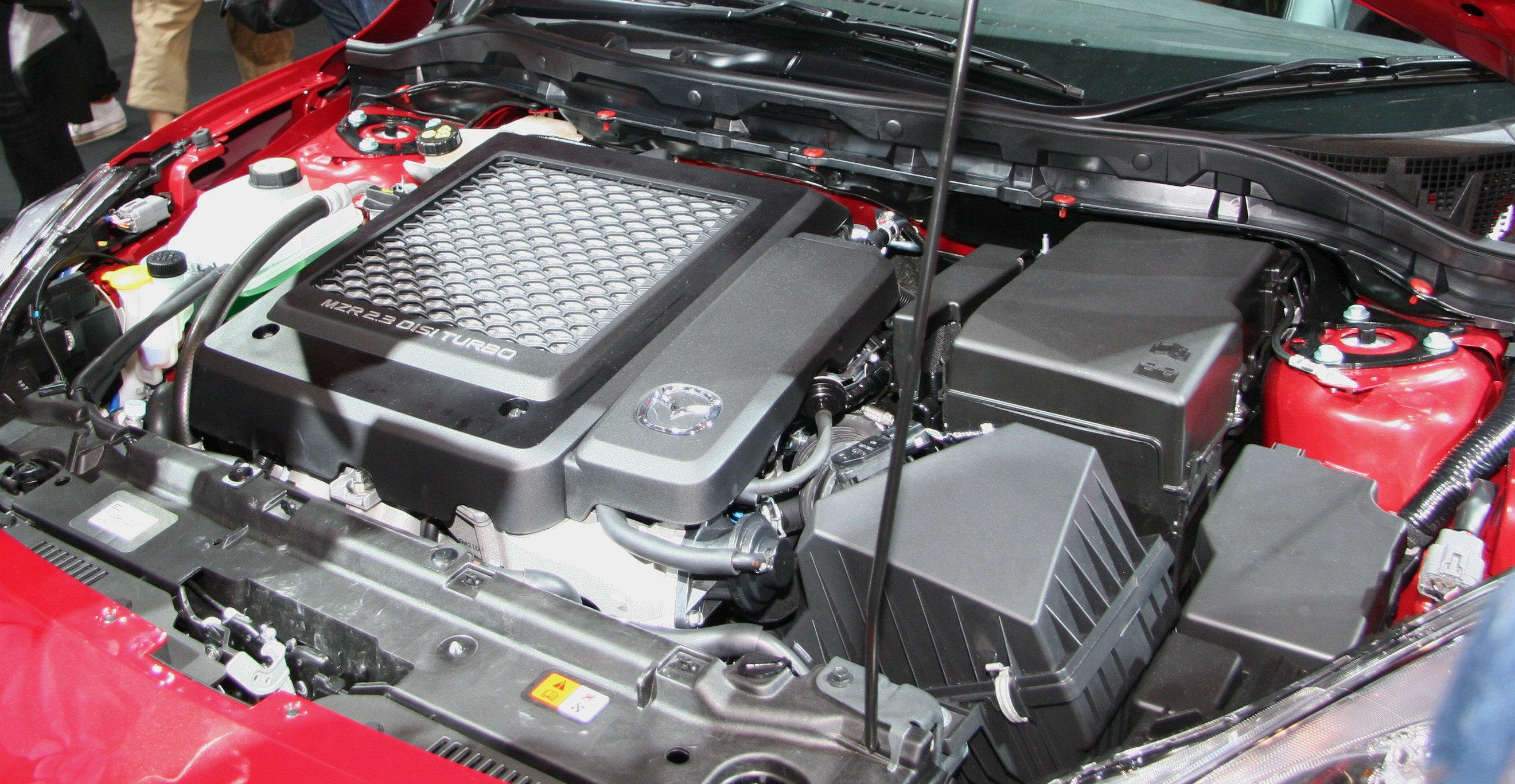
配備在Mazdaspeed3、CX-7等車款上L3-VDT型引擎，含S-VT可變氣門正時系統

S-VT可變氣門正時（Sequential Valve Timing之縮寫）乃是1990年代由日本馬自達汽車公司研發的可變氣門正時技術，它與本田著名的VTEC和i-VTEC有很大的區別。

## 工作原理
這項技術是使用一個靜態凸輪軸，安裝在齒輪嵌齒上。該嵌齒可以加快或減緩凸輪軸的旋轉速度，以控制氣門開啟時間的早或晚。不過並不會出現氣門打開的時間過長、打開的速度過快、或者打開的程度過高的現象。
嵌齒由一個精密的油泵控制，稱為「油壓控制閥」（oil control valve，簡稱OCV）。行車電腦ECU會根據原廠預先設定好的參數，在不同的工作情況（或者說汽車行駛狀況）下控制進氣速度的快或慢，這些參數包括油門踏板壓力、引擎溫度等。這項技術的優點有三：
- 降低引擎排放。
- 同時兼顧高、低轉速域，提高引擎的動力輸出與油耗表現。
- 改善引擎怠速與低轉速時的性能與穩定性。

2011年隨著第三代馬自達2的小改款，此技術精進成「Dual S-VT雙可變氣門正時」，並改成電子控制節氣門。為了降低泵壓損失（pumping loss），進氣閥門的閉鎖時機推遲至105度，Dual S-VT技術透過控制內部EGR可減少約20%的泵壓損失。按照舊技術延遲進氣閥門的閉鎖時機的話，由於有效壓縮比低下而影響燃燒安定性，故無法達成燃油經濟性。不過，創馳藍天技術使得壓縮比提高，增加遲閉時機而維持有效壓縮比，進而延續燃燒安定性並實現降低泵壓損失的可能性。當引擎部分負荷運轉時，進氣閥門的閉鎖時機推遲至105度；節流閥全開時立即在36度時閉鎖進氣閥門，故為了確保低速運轉時的快速反應，採用電子控制節氣門。

## 應用之引擎
S-VT可變氣門正時首先於1998年被應用在馬自達ZL-DE型引擎上，隨後陸續應用在B族、Z族、L族等最新的MZR引擎上。至於Dual S-VT新技術，則陸續使用於P族引擎上。

## 內部連結
- 可變氣門正時
- VTEC

## 外部連結
- MAZDA6發動機可變氣門正時控制系统S-VT（VVT）故障及其檢修方法